# Ото фон Вьолпе
Ото фон Вьолпе (на немски: Otto von Wölpe; * 1258; † 1307 / 22 юли 1308) е домпропст на Минден. През 1298 г. той се отказва и става граф на Графство Вьолпе.

## Произход и наследство
Той е син на граф Конрад II фон Вьолпе († 1255/22 септември 1257) и съпругата му графиня Салома фон Лимер, Вунсторф и Роден, дъщеря на граф Хилдеболд II фон Роден и Лимер и съпругата му Хедвиг фон Олденбург-Олденбург. Внук е на граф Бернхард II фон Вьолпе и втората му съпруга Кунигунда фон Вернигероде. Брат е на Бернхард III фон Вьолпе († 1310), архиепископ на Магдебург (1279 – 1282) и на Бремен (1307 – 1310), и Герхад. Сестра му Хедвиг фон Вьолпе († 1278) е омъжена за Лудолф фон Олденбург-Алтбруххаузен. 
Ото се жени пр. 1300 г. за Рихардис фон Бентхайм-Текленбург († сл. 26 януари 1309, Мюнстер), дъщеря на граф Ото III фон Текленбург и съпругата му Рихардис фон Марк. Те нямат деца.
Ото е последният граф на Вьолпе. Той няма мъжки наследник и продава през 1301 г. графството Вьолпе на граф Ото фон Олденбург-Делменхорст (внук на Лудолф фон Олденбург и сестра му Хедвиг фон Вьолпе). Ото фон Олденбург-Делменхорст продава графството Вьолпе през 1302 г. за 6500 сребърни марки на херцог Ото II фон Брауншвайг-Люнебург.